# Sulfametoxazol
Sulfametoxazolul este un antibiotic din clasa sulfamidelor care este utilizat în tratamentul unor infecții bacteriene, precum: infecții de tract urinar, bronșite și prostatite.
A fost introdus în terapie în Statele Unite în anul 1961. Astăzi este adesea utilizat în combinație cu trimetoprim (asociere cunoscută ca co-trimoxazol sau SMZ-TMP). Mai este denumit: sulfametalazol, sulfizomezol, și sulfametazol.